# Rälby
Rälby (Duits: Rälbi) is een plaats in de Estlandse gemeente Vormsi, provincie Läänemaa. De plaats heeft de status van dorp (Estisch: küla).
Dat Rälby een Zweedse naam heeft komt doordat tot in 1944 voornamelijk Estlandzweden op het eiland Vormsi woonden. In dat jaar vluchtte vrijwel de hele bevolking voor het oprukkende Rode Leger over de Oostzee naar Zweden. By betekent ‘dorp’; het is niet duidelijk waar räl voor staat; een van de theorieën is dat het zou zijn afgeleid van Reval, de Duitse en Zweedse naam voor Tallinn.

## Bevolking
De ontwikkeling van het aantal inwoners blijkt uit het volgende staatje:
| Jaar            | 2011 | 2017 | 2019 | 2021 |
| --------------- | ---- | ---- | ---- | ---- |
| Aantal inwoners | 19   | 31   | 30   | 19   |

## Ligging
Rälby ligt aan de baai Rälby laht aan de noordkust van het eiland Vormsi. Bij het dorp staat een standerdmolen, Rälby tuulik of Rälby pukktuulik, die voor het publiek te bezichtigen is.

## Geschiedenis
Rälby werd voor het eerst genoemd in 1526 onder de naam Reuelbue. Daarna heette het dorp achtereenvolgens Reualbw (1540), Räffle by (1598), Rewalby (1613), Räffwalby (1637), Rewell By (1689), Röhlby (1798)  en tussen 1977 en 1997 officieel Rälbi. Het dorp lag op het landgoed Magnushof (Suuremõisa).

## Foto's

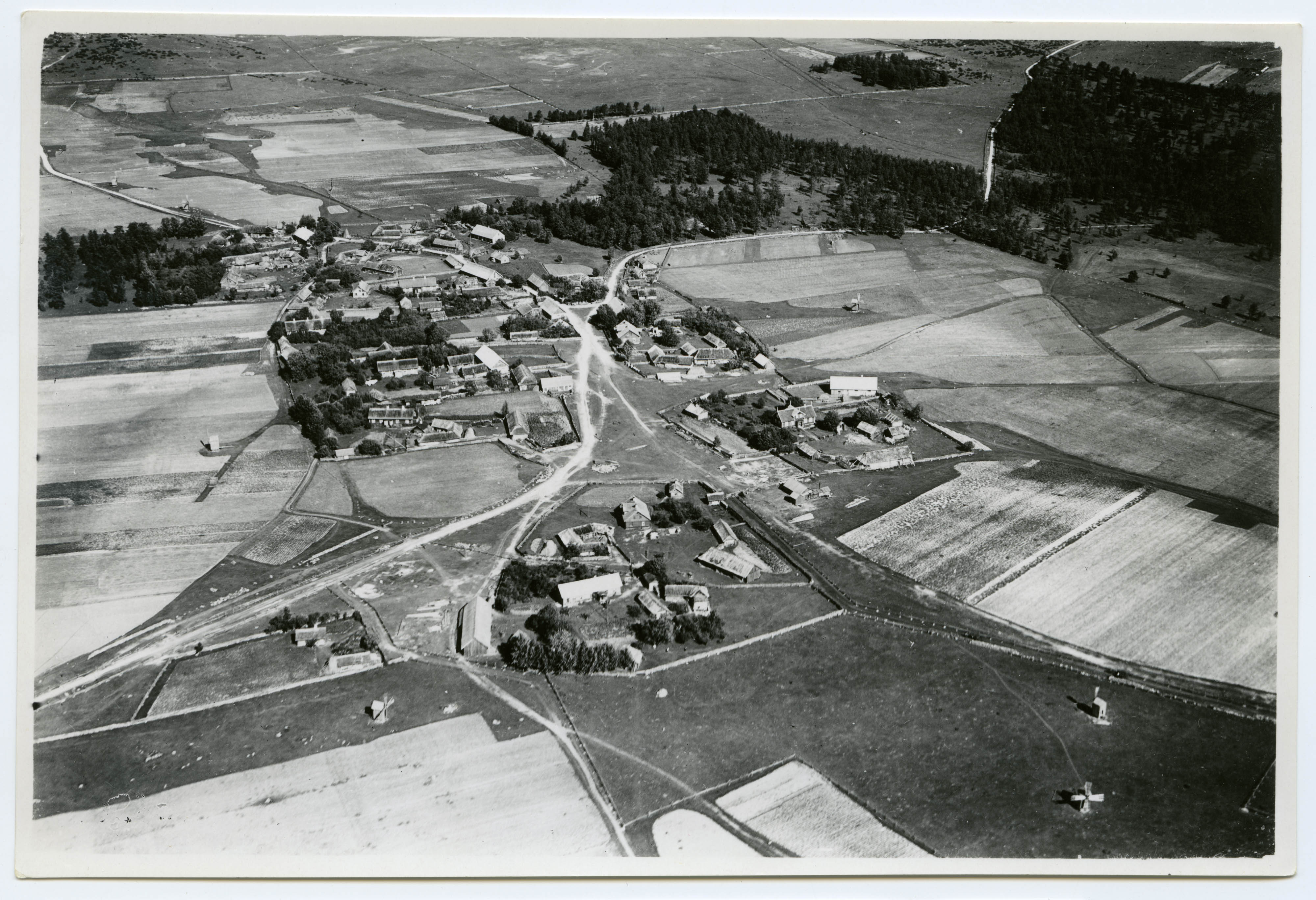
Rälby in 1934
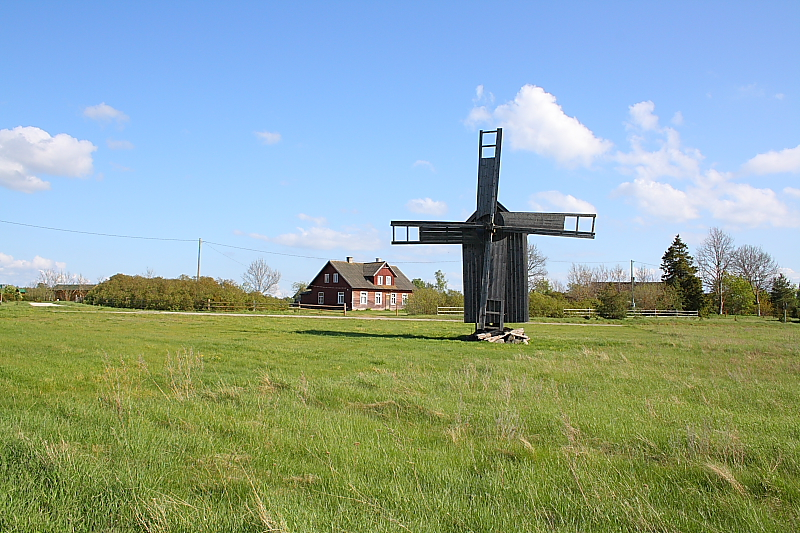
De windmolen van Rälby
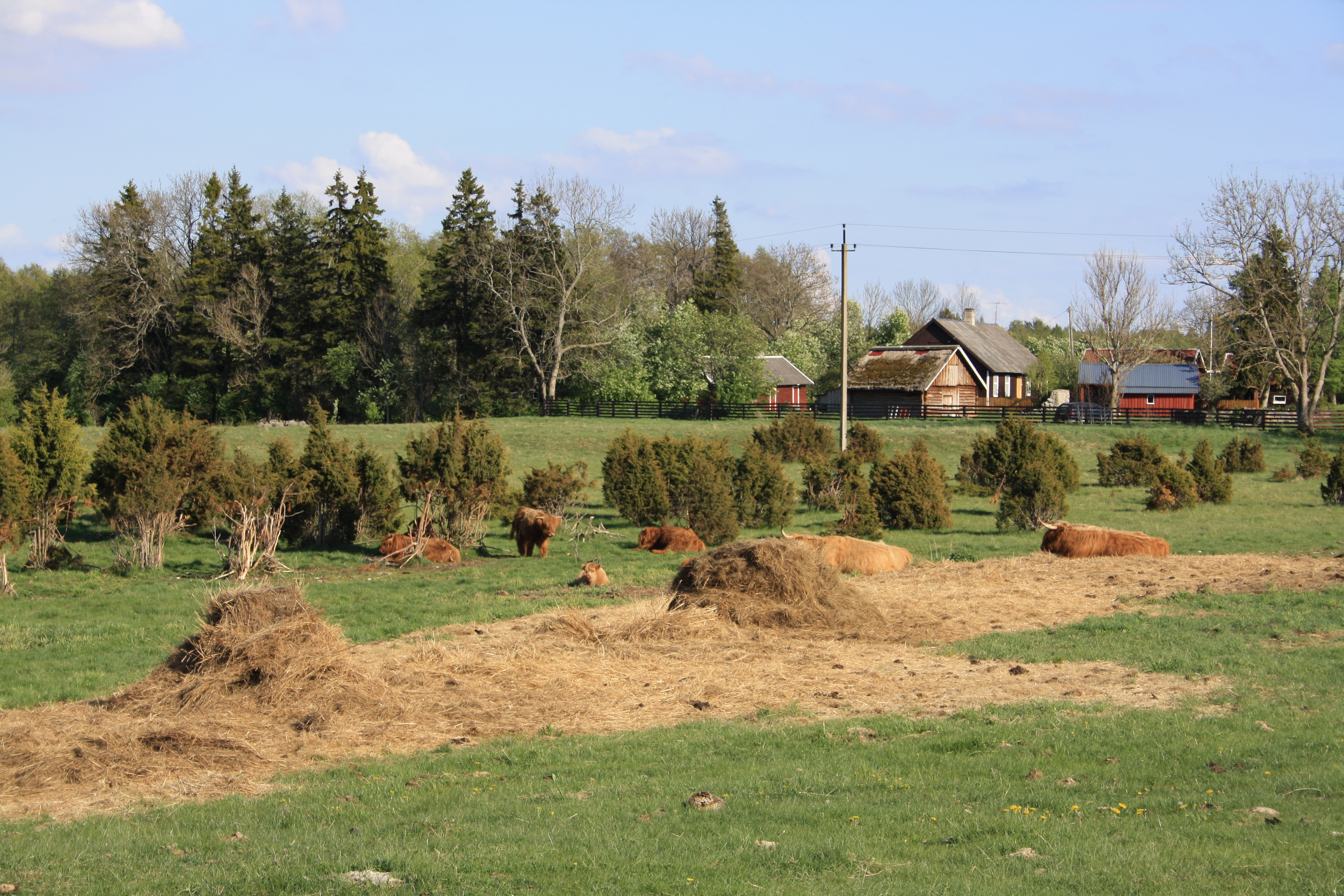
Weiland